# Círculo de Kenieba
Kéniéba es una subdivisión administrativa (cercle o círculo) de la región de Kayes, en Malí. En abril de 2009 tenía una población censada de 197 050 habitantes y estaba formada por las siguientes comunas o municipios, que se muestran igualmente con población de abril de 2009:
- Baye 14,649
- Dabia 15,179
- Dialafara 17,961
- Dombia 7,582
- Faléa 17,445
- Faraba7,772
- Guénégoré 6,587
- Kassama 19,462
- Kéniéba 35,651
- Kouroukoto 10,320
- Sagalo 14,288
- Sitakilly 30,154[1]